# 情深深雨濛濛
《情深深雨濛濛》是一齣連續劇，由中國中央电视台中国国际电视总公司与皇冠公司联合摄制，編劇為臺灣小說家瓊瑤，導演為李平。該劇改編自瓊瑤的小說《煙雨濛濛》，以1930年代的上海陸家為故事主軸，講述主角陸依萍與何书桓的愛情故事。該劇主演包括趙薇、蘇有朋、古巨基和林心如等。電視劇於2000年4月16日在上海正式开拍，採取封閉拍攝的形式，於同年9月19日正式封镜。電視劇於台灣、香港與中國大陸分別在中视、無綫電視與中国中央电视台电视剧频道播出。電視劇播出之後引發巨大反響，成為中國大陸與台灣收視率之冠年度最高。2012年與2018年該劇的腳色與劇情再度引發網友的討論與評價。

## 背景與拍攝
《情深深雨濛濛》改編自瓊瑤小說《煙雨濛濛》，是該小說第5次被改編成影視作品。1999年，瓊瑤即在為電視劇創作劇本。電視劇以1936年的上海為背景，對於電視劇，导演李平表示：“跟原著相比，这完全是另外一个故事。”在拍攝之前，瓊瑤参考許多书籍來研究劇中的服裝。最終決定服裝以旗袍为主，以洋装为辅。
本劇於2000年4月16日在上海正式开拍。该剧由中国国际电视总公司与皇冠文化联合摄制，共耗资一千万元人民币。對於拍攝，中国国际电视总公司总裁李培森表示，《情深深雨濛濛》要改掉以往言情戏的风格及对白“完全模仿港台”的痼疾：港台演员外的中國大陸演员如果声音「太港台化」，将重拍或全新配音，「女一号」赵薇也不例外。
電視劇的拍攝採取同期剪辑的方式，拍一段戏，成一集剧。為了排除干擾，剧组對電視劇进行封闭式拍摄。拍攝期間出現古巨基中暑晕倒、林心如工作过劳肝功能变差、苏有朋坠马等事件，不過拍摄總體还是很顺利。9月19日，電視劇正式封镜。封镜后的几个月时间則进行后期编辑、制作。

## 選角
- 陸依萍一角由趙薇出演。1999年10月，赵薇与瓊瑤深夜通电话表示希望转型，想演琼瑶的《煙雨濛濛》。[2]為了拍好這部戲，趙薇下定決心減肥，希望能以最漂亮的模样和观众见面。[10]
- 對於男主角何书桓，制片人何秀琼認為演員“既要外型够帅、够年轻，又要有演技有书卷味，还要知名度高，而且和两个女孩的组合要新鲜。”劇組最初決定該角由吴奇隆扮演，但由於吴奇隆在《侠女闯天关》亦和赵薇搭档，而且极可能同时上档，为避免尴尬，劇組决定放弃吴奇隆。[11]最終瓊瑤欣賞古巨基有書卷味，選定他為男主角。[12]
- 陸如萍一角由林心如出演，在演出之前，林心如认为原著里面的如萍太懦弱了，因此跟琼瑶沟通，塑造出一个全新的如萍。[13]她亦表示“这部戏和过去的小说、电视剧不太一样，很有新意。”[14]
- 杜飛由苏有朋扮演，為演好角色，他努力钻研上海近代史。演起打戲一點也不馬虎，遇到女孩子就肆意調情；還有一個鏡頭是他整個人被吹風機「電」得頭髮全翹起來，卡通味十足。[10]
- 乐珈彤在剧中饰演陆梦萍。她在剧组试戏时表演一场爆发力十足的激情戏，因而琼瑶当即决定陆梦萍非她莫属。[15]
- 陸爾豪則由高鑫飾演。為了更上镜，高鑫努力减肥，曾经一周没吃东西。[15]
- 劇組最初決定方瑜由王艷扮演，但因王當時已接拍《武林外史》（飾演白飛飛）而檔期不夠，只能客串萍萍一角，後由李鈺接替王演出方瑜一角。她是剧中唯一不用减肥的女演員，还被导演要求再吃胖点。[15]
- 陆振华一角由寇振海担任。寇振海是经过长时间的考虑才接下这部戏的，寇振海对琼瑶的作品本来是十分排斥的，但在看完《情深深雨濛濛》的剧本后，他认为这部剧具有很强的美学和人生价值，因而决定接下这部戏。[16]
- 而王琳则饰演剧中王雪琴一角，她表示，当初接戏时最想演方瑜、可云这样的角色。但公司要求演雪姨时，她最初无法接受，后来认为这也是一种挑战，于是欣然答应。[17]
- 秦五爺最初決定原由林瑞陽担任，因與張庭發生婚外情而辞演，后改由黃達亮饰演。

## 剧情
九一八事变后，中国东北的地方军阀陆振华带着一家大小逃亡上海，在法租界定居。九姨太王雪琴将八姨太傅文佩母女、李副官一家赶出陆家，两家人日子窘迫。文佩的女儿陸依萍向陆振华讨要生活费，依萍與陆振华和王雪琴发生冲突，遭到陆振华鞭打，从此她决心复仇。依萍瞒着文佩去大上海舞厅当歌女，期间与《申报》记者何书桓相识，并得知他是王雪琴女儿陆如萍的男友，遂萌生夺人所爱复仇之念。但在随后的相处之中，依萍真的陷落情网了。 
如萍在失去书桓之后十分痛苦，但书桓的朋友杜飞爱着如萍。如萍念及书桓，对他的爱表示拒绝，但杜飞没有放弃。一天，书桓偶然看到依萍以前的日记，了解到她强烈的复仇心理，知道依萍接近他是想要报复陆家。于是，书桓与依萍决裂，去绥远当战地记者。如萍不远万里来到绥远，感动了书桓，于是书桓决定与如萍订婚。在订婚庆典上，依萍前来祝贺。但因饮酒而情绪大变，从外白渡桥跳下。书桓和李副官将她救起。依萍生命危在旦夕。书桓后悔不已，抱着依萍说自己是由于爱太深，才不能忍受她的“不爱”。如萍见此决定退出这场“两个女人的战争”。依萍病愈后，与如萍的恩怨也得到化解。
八一三事变爆发后，书桓、杜飞、尔豪和如萍也投入到抗日战争之中。8年过去了，他们都相继重逢，杜飞与如萍在战场上偶然相见，并在战场举行了婚礼。战争结束之后，依萍也见到了负伤的书桓。

## 角色與演員
以下集數以台湾完全未删减版（49集）為準。

### 陆家
| 演員                       | 角色   | 暱稱/關係/職業 | 備註                                        |
| 寇振海                     | 陆振华 | 38歲（1915）→60歲（1937），黑龙江哈尔滨人，傅文珮、王雪琴等之夫，萍萍之男友，陆心萍、陆依萍、陆如萍、陆梦萍、陆尔豪、陆念萍、陆若萍、陆又萍、陆爱萍、陆静萍、陆雪萍、陆怀萍、陆梅萍等之父，陆尔杰之养父 年輕時是孤兒，替一大戶清末官員在馬廄洗馬，之後為了初戀情人許一個未來，開創自己的山河，成為東北的軍閥司令，人稱黑豹子。一生有九位妻子，十四年抗战爆发後，舉家搬遷至上海租界，隨行只帶了八姨太文佩和九姨太雪琴。在知道尔杰不是自己的儿子後勃然大怒，欲把雪琴和爾傑母子關起來餓死。八一三事变爆發後，因救平民而和日本軍隊槍戰受傷，傷重不治。 | 粤语配音：張炳強 - 青年：陳欣               |
| 徐幸 青年：谢润            | 傅文珮 | 49歲（1937）→57歲（1945），黑龙江哈尔滨人，陆振华八姨太，陆心萍、陆依萍之母親，陆如萍、陆梦萍、陆尔豪之庶母，陸爾傑之繼庶母。出身書香門第，年輕時在大街上被騎馬路過的陸振華摔倒在地，而被陸振華看上（據李副官所述其眼睛像萍萍），隔日旋即被娶進門做八姨太。為人溫和恭良，有著與世無爭的性格，也是因為這種溫吞，使得自己和女兒依萍多年來遭九姨太欺侮，甚至掃地出門，也成了日後依萍對陸家種種仇恨的主因。 | 粤语配音：盧素娟                            |
| 王琳                       | 王雪琴 | 47歲（1937）→55歲（1945），黑龙江哈尔滨人，陆振华九姨太，魏光雄之情婦，陆如萍、陆梦萍、陆尔豪、陆尔杰之母，陆心萍之庶母，陆依萍之庶母並被其動起殺念 在東北時於戲班子的舞台被陸振華看上後（其嘴巴像萍萍），立刻讓李副官到後台下聘。好勝心強，有著一股不服輸的氣勢，但心眼也小，為人勢利，個性尖酸刻薄，囂張跋扈。搬到上海後借力使力，先後趕走李副官一家及依萍母女。早年和魏光雄私通之事被揭發後，跟陆尔杰被陆振华关禁於倉房，後被魏光雄派人救出而离开陆家，在魏光雄倒台後被捕，供出了魏光雄的罪證。 | 粤语配音：蔡惠萍                            |
| 张烨                       | 陆心萍 | 黑龙江哈尔滨人，陆振华，傅文佩之女，陆依萍親姊，陆如萍、陆梦萍、陆尔豪同父異母之姊，陆尔杰繼姊 據李副官所述，因神韻和萍萍最為相像，因而也是陸振華最喜愛的女兒（原作陸振華在最後有提到心萍與萍萍的長相頗為相似）。長得非常美麗於15歲因肺癆病逝。 | 粤语配音：林元春                            |
| 高鑫                       | 陆尔豪 | 22歲（1937）→30歲（1945），黑龙江哈尔滨人，畢業於复旦大学新闻系，《申報》記者，方瑜之男友，李可云之前男友，陆振华、王雪琴之子，陆心萍同父異母之弟，陆依萍同父異母之哥哥兼敵視對象，陆如萍、陆梦萍之親哥哥，陆尔杰异父同母之哥哥，何书桓、杜飞之同事兼好友 陸家搬到上海後的長男，大學畢業後於申報工作。喜歡依萍的好友方瑜。而後才得知因為年輕時的情不自禁，讓可雲有了身孕，還因為孩子過世而發瘋。知道此事的爾豪夾在方瑜和可雲之間痛苦不已，更不敢置信自己的母親不但知曉，還因為這件事趕走李副官一家，而多年來自己一直被蒙在鼓裡。第二次上海事变爆發後，和書桓投身戰場中報效國家。 | 粤语配音：雷霆                              |
| 赵薇                       | 陆依萍 | 1917年5月8日出生，20歲（1937）→28歲（1945），黑龙江哈尔滨人，大上海舞廳歌女白玫瑰，何书桓女友，陆振华、傅文珮之小女兒，陆心萍之妹，陆尔豪同父異母之妹妹並敵視其，陆如萍同父異母之姊兼情敵，陆梦萍同父異母之姊兼死敵，陆尔杰之繼姊，方瑜之同學，杜飞、李可云之朋友。從小生長在大家庭的依萍，成長過程充分了解何謂一夫多妻相處的辛酸，尤其每看到母親文珮受委屈而落淚，更是感到憤憤不平，認為父親偏袒九姨太母子而對父親心懷不滿，對九姨太雪琴多年的刁難更是恨之入骨。自從被掃地出門後，對陸家的仇恨與日俱增，尤其在18歲回陸家要錢被父親毒打一頓，更是心寒得發誓斷絕親情，尤對雪琴動起殺念。有音樂天賦，但因陸家只肯給剛剛好的生活費，以至於無法就讀大學的音樂系。在金援斷絕的當下，結識大上海舞廳的秦五爺，頻藉著歌唱的才能和膽識，讓秦五爺破例延攬她進大上海工作，並在日後成為獨挑大梁的大上海臺柱。何書桓的出現則成為依萍落難時的一道光，他的溫柔、真誠、深情和包容，逐漸撥開那被尖刺包裹的依萍，讓依萍原本好勝、固執、蠻橫、不講理的性格逐漸融化。 | 粤语配音：鄭麗麗                            |
| 林心如                     | 陆如萍 | 1917年5月18日出生，20歲（1937）→28歲（1945），黑龙江哈尔滨人，圣约翰大学中文系學生（後休學），杜飞之妻，陆振华、王雪琴之大女兒，陆心萍同父異母之妹妹，陆依萍同父異母之妹妹兼情敵，陆梦萍親姊姊，陆尔杰异父同母之姊姊，天主教徒。 溫柔可人，看似柔弱卻有堅毅的一面，喜歡何書桓，追到綏遠打動當時與依萍決裂的書桓，論及婚嫁，但在訂婚宴上因為書桓放不下依萍，拋下她追依萍而去，最終取消婚約，退出與依萍的戰爭。 第43集对于放走雪琴而被光雄掏空陆家财产并感到愧疚离开陆家、后前往红十字会成為戰地護士拼命工作，與戰地記者杜飛重逢，放下過去對書桓的愛，認清對杜飛的感情，兩人在戰地醫院共結連理。 | 第35集部分片段配音：陳惠卿 粤语配音：曾秀清 |
| 乐珈彤                     | 陆梦萍 | 16歲（1937）→24歲（1945），黑龙江哈尔滨人，中學生（後休學），陆振华、王雪琴之小女兒，陆尔豪、陆如萍之親妹，陆心萍同父異母妹妹，陆依萍同父異母妹妹兼死敵，陆尔杰异父同母姊姊。 第26集被三个流氓轮奸，第29集怀孕，第31集因堕胎而失血过多，之后雖然经过急救但失去生育能力。 | 粤语配音：梁少霞                            |
| 明圣 （童年） - 青年：顾鑫 | 陆尔杰 | 8岁（1937）→16歲（1945），黑龙江哈尔滨人，魏光雄、王雪琴之子，陆振华之养子，陆尔豪、陆如萍、陆梦萍异父同母之弟弟，陆心萍、陆依萍之异父异母弟弟。 第41集与王雪琴被陆振华关进柴房，後被魏光雄派人救出并与雪琴母子离开陆家，第47集被接回上海陆家。 | 粤语配音：林丹鳳 - 青年：梁偉德             |

### 其他演员
| 演員   | 角色              | 暱稱/關係/職業 | 備註                           |
| 古巨基 | 何书桓            | 25歲（1937）→33歲（1945），南京人，畢業於复旦大学新闻系，《申報》記者，陆依萍男友，陆尔豪及杜飞之好友。出身外交世家何應欽之子，對社稷與亂世頗有抱負和想法，待人溫柔，文質彬彬，在寒冷的冬夜收留了被趕出家門的依萍，被她冷淡倔強的外表下，那個純真的內心所打動，卻又被如萍知書達禮、善解人意的性格所吸引，周旋於陸家兩姊妹之間。而後為國家社稷投身戰場。                                                                                  | 配音：康殿宏，粵語配音﹕古巨基 |
| 苏有朋 | 杜飞              | 24歲（1937）→32歲（1945），原型為《煙雨濛濛》的徐超。安徽人，《申報》攝影記者，陆如萍之夫，何书桓及陆尔豪之好友。重情義，重朋友，也重感情。為人有些傻氣，時常發生許多無妄之災，有著「災難王子」稱號。對如萍用情至深，縱使知道如萍愛的是書桓，依然無時無刻守在她身邊，討她歡心。 第44集毛遂自薦到北平擔任戰地記者，並在第47集工作期間巧遇鄭海生並得到他有關如萍的消息後於戰地醫院重遇如萍。                                               | 粤语配音：蘇強文               |
| 曹秋根 | 李正德 （李副官） | 60歲（1937）→68歲（1945），黑龙江哈尔滨人，王玉真之夫，李可云之父。為人耿直，為陸振華的副手，兩人情如兄弟手足。後隨陸家一同搬到上海。相當憤慨爾豪對可雲的始亂終棄，但為了不讓司令傷心及陸家的安寧，隱忍九姨太雪琴趕走他們一家的事實，故此舉家搬離陸家，並擔任車夫過著窮困的日子。 | 粤语配音：李錦綸               |
| 张兰   | 王玉真（李嫂）    | 黑龙江哈尔滨人，李正德之妻，李可云之母，依萍稱其為李嫂。 | 粤语配音：黃鳳英               |
| 徐路   | 李可云            | 22歲（1937）→30歲（1945），黑龙江哈尔滨人，陆尔豪之前女友，李正德、王玉真之女，陆依萍、方瑜之友。與爾豪是一同長大的青梅竹馬，之後懷了爾豪的孩子，卻因九姨太不想認李副官一家為親家而被掃地出門。因孩子在冬夜病死，過度悲傷而發瘋。戰爭爆發後因目睹在戰場上失去雙親的孤兒而神智清醒痊癒。 | 粤语配音：陸惠玲               |
| 李钰   | 方瑜              | 20歲（1937）→28歲（1945），陆尔豪之女友，陆依萍、李可云之友。依萍中學時的好友，上海美術專科學校美術系學生，外表亮麗，敢愛敢恨，對依萍母女遭受的對待也憤憤不平，但對陸爾豪卻有好感。對爾豪和可雲的舊情有些妒忌，也對可雲的際遇感到不捨。 | 粤语配音：陳凱婷               |
| 黄达亮 | 秦五爷            | 大上海舞廳大老闆，黑白兩道通吃，陸依萍的老闆，後成為陸依萍、何書桓朋友 | 粤语配音：譚炳文               |
| 王伟平 | 魏光雄            | 48歲（1937）→56歲（1945），黑龙江哈尔滨人，王雪琴之情夫，陸爾傑之生父，安娜之男友 第43集派人救出雪琴及爾傑並趁機洗劫了陸家的財產逃往四川。 于第47集被捕，最后被法院以汉奸罪、走私罪、贩卖毒品罪判处無期徒刑。 | 粤语配音：招世亮               |
| 王艳   | 萍萍              | 清朝格格，陆振华之旧情人。清末王府的大家閨秀，也是陸振華的初戀，與陸振華兩情相悅卻終至陰陽兩隔，為了逃離阿瑪的逼婚，選擇穿著騎馬裝自盡。她的死成了陸振華心中永遠的痛，更造就了陸振華的事業。為了追尋萍萍的影子，陸振華先後迎娶了九位太太，只因她們身上有幾處帶有萍萍的特徵，並且一定要穿著騎馬裝拜堂，其女兒的名字連起來是寫給萍萍的情書：「念若又愛，靜雪懷梅，心依如夢」，這亦是陸振華臨終前曾經說過「九個老婆，他全辜負了。」的原因。 | 粤语配音：黃麗芳               |
| 傅淼   | 刘容容            | 聖約翰大學學生，陆如萍的同学 | 粤语配音：黃麗芳               |
| 朱桢   | 郑海生            | 爱国青年，聖約翰大學學生，陆如萍的同学。後為國家社稷投身戰場，在戰場上遇見杜飛後告知他如萍的下落。 | 粤语配音：梁偉德               |
| 李建华 | 主任              | 《申報》主任，何书桓、杜飞、陆尔豪之上司 | 粤语配音：林保全               |
| 吴竞   | 何母              | 南京人，何书桓之母 | 粤语配音：陸惠玲               |
| 张铎   | 石磊              | 陸家世交的兒子，家族銀行經理，外語系畢業生，陆如萍之相親對象，杜飞情敵 | 配音：夏治世 粤语配音：黎偉明  |
| 方圆   | 红牡丹            | 大上海舞厅之歌女 | 粤语配音：雷碧娜               |
| 馬睿   | 安娜              | 魏光雄之女友，王雪琴之死對頭兼情敵，于第47集被捕（僅於對白提及） | 粤语配音：沈小蘭               |
| 周益倫 | 社会青年          | 让依萍演唱《假正经》的青年 | 粤语配音：盧國權               |
| 陳奇   | 罗老太太          | 視何书桓、杜飞、陆如萍為救貓恩人，稱呼如萍為「二喜」 | 粤语配音：袁淑珍               |
| 徐震   | 顧先生            | 勸「白玫瑰」喝酒的大上海顧客 | 粤语配音：鄺樹培               |
| 孫儷   | 依萍伴舞          | 大上海舞廳依萍的伴舞女孃 |                                |

## 原声带
《情深深雨濛濛》推出電視劇相關原聲帶。原聲帶歌曲由琼瑶亲自填词。專輯的歌曲《情深深雨濛濛》獲得2002年第二届音乐风云榜颁奖盛典“最佳影视歌曲”。

## 播出与反响
《情深深雨濛濛》於台灣中视八点档首播。在播出一周時，收视率一直居老三台之冠，但整體收視仍大幅落後民視（非老三台）以台語發音的八點檔《飛龍在天》，和有線頻道的三立台灣台的《九指新娘》。中视节目部见此优势，決定持续每天两个小时的强力播出的政策。而根據AC尼爾森單集最高收視率數據，2001年4月1日至5月31日期間，《情深深雨濛濛》單集最高收視率達7.95，位居整體收視族群第2名。劇集除了青少年支持之外，45歲以上的支持者也很多。劇集播出之後，在新旧版孰優孰劣的問題上，引發了台灣BBS的爭吵。多数网友认为，舊版勾峰不怒而威以及谷音坏到骨子里的演出都令人印象深刻，而《情深深雨濛濛》中陆振华和雪姨的扮演者寇振海、王琳，难以超越这两人的演技。而多数网友亦认为，趙薇不像劉雪華般把依萍的那种刚烈、倔强的角色演得入木三分。
《情深深雨濛濛》在香港和中國大陸播出之前，在香港市面已有此剧的全套足版VCD出售，瓊瑤對此決定報警。在香港，由于亚洲电视亏欠琼瑶的制作公司版权费，加之无线电视在电视剧开拍前早已派专人多番赴台湾洽商，其次是无线财力十足，加上制作商認為无线拥有惯性收视，于是电视剧在香港的版权则由无线购得。在中國大陸，《情深深雨濛濛》于2001年9月3日至9月28日在中央电视台电视剧频道的黄金时段播出，每天播放两集。电视剧名列2001年年度收视率第一名，从收视观众来看，剧集观众以少男少女为主，从年龄段上看14岁以下者居多，兼有45岁以上的部分女性观众。
2012年，王雪琴因為剧中一段敲门影片一夜走红。从此雪姨也成为王琳家喻户晓的代表角色。雪姨的台詞“好大的口气啊”、“你有本事抢男人，怎麼没本事开门啊，开门啊……”也成為全民娱乐的高潮。而2018年，“依萍下雨天要钱”成为微信朋友圈文案配图，雪姨因為劇中的“比心”手勢又引發了關注，男主角何書桓正直善良才高志堅，一副深情款款卻周旋在的兩姐妹之間，「我不是唯一為兩個女人動心的男人吧？」成為經典名言，也讓「何書桓」被評選為「看似深情，實則無心」的影視渣男代表，而陸如萍在劇中表現竟是如今的「綠茶婊」，杜飛則因“三觀正”得到了網友讚賞。現今不少觀眾對該劇評價是「劇情毫無張力，台詞矯揉造作又油膩」。

## 节目变迁
| 臺灣 中視 星期一~五20:00 - 21:00                 | 臺灣 中視 星期一~五20:00 - 21:00         | 臺灣 中視 星期一~五20:00 - 21:00 |
| ------------------------------------------------ | ---------------------------------------- | -------------------------------- |
|                                                  | 情深深雨濛濛 （2001.4.3 - 2001.5.25）    |                                  |
| 上錯花轎嫁對郎 （2001.3.19 - 2001.4.2）          | 貞女烈女豪放女 （2001.5.28 - 2001.7.30） |                                  |
| 香港 無綫電視翡翠台 星期一~五19:30 - 20:30       |                                          |                                  |
| 倚天屠龍記 （2001.4.9 - 2001.5.26）              | 情深深雨濛濛 （2001.5.28 - 2001.7.20）   | 封神榜 （2001.7.23 - 2001.9.14） |
| 中国 中央電視臺电视剧频道 星期一~日21:00 - 22:50 |                                          |                                  |
| 待查                                             | 情深深雨濛濛 （2001.9.3 - 2001.9.28）    | 待查                             |